# 卡門德比博拉爾
卡門德比博拉爾是哥倫比亞的城鎮，位於該國西北部，由安蒂奧基亞省負責管轄，距離首府麥德林54公里，始建於1800年，面積448平方公里，海拔高度2,150米，2002年人口46,070。
6°05′N 75°20′W / 6.083°N 75.333°W